# Weston Longville
Weston Longville – wieś w Anglii, w hrabstwie Norfolk, w dystrykcie Broadland. Leży 15 km na północny zachód od Norwich i 158 km na północny wschód od Londynu. Miejscowość liczy 303 mieszkańców.